# Wasseralfingen
Wasseralfingen ist mit knapp 11.800 Einwohnern der zweitgrößte Stadtbezirk von Aalen in Baden-Württemberg und eine ehemalige Stadt. Zu Wasseralfingen gehören auch die Teilorte Affalterried, Brausenried, Erzhäusle, Heisenberg, Mäderhof, Onatsfeld, Rötenberg, Röthardt, Treppach und Weidenfeld.

## Geschichte

### Frühzeit
Während der Mittelsteinzeit kamen Jäger und Sammler u. a. auch ins Kochertal, wie Fundstücke in der Nähe von Hofen nachweisen. Weitere Fundstücke lassen vermuten, dass sich Menschen erstmals in der Jungsteinzeit im Raum von Wasseralfingen und Umgebung ansiedelten. Einzelne Gräber weisen eine eher dünne Besiedlung der Bronzezeit nach, bevor in der Eisenzeit sich die Kelten ansiedelten.
Die keltischen Grabhügel im Appenwang wurden im Jahr 2008 durch eine Notbergung geöffnet. Die Ausgrabungen gaben die zur Hallstattzeit üblichen Merkmale einer Feuerbestattung frei. Die Grabbeigaben deuten auf ein kleines ländliches Gehöft hin, das dort stand. Eine typische Viereckschanze aus der Keltenzeit ist knapp einen Kilometer von diesen Gräbern auf dem Katzenberg bei Westheim gelegen.

### Römerzeit
Das Römische Reich expandierte bis in die Region Germanien. Zur Abwehr immer wieder einfallender Germanenstämme bauten die Römer ein Schutzanlage, den Limes. Der Obergermanisch-Raetische Limes durchzog das heutige Gebiet des Ostalbkreises. Das heutige Gebiet von Wasseralfingen lag in der Nähe des Limes auf der römischen Seite. So lässt der alte Flurname Steinmauer (etwa zwischen Sonnenberg- und Steinstraße) auf eine römische Straßenstation oder Ansiedlung schließen.
Mitte des 3. Jahrhunderts zogen sich die Römer zurück, und alemannische Stämme konnten sich in dem nun ungeschützten Land ansiedeln. Wie in Aalen entstand auch in Wasseralfingen durch die Alemannen eine Ansiedelung. Im Übergang zum Mittelalter bildete sich das Adelsgeschlecht der Ahelfinger heraus. Typisch für diese Zeit war, dass die Ortsnamen in Verbindung mit dem Namen des Grundherren mit der Endung -ingen gebildet wurden.

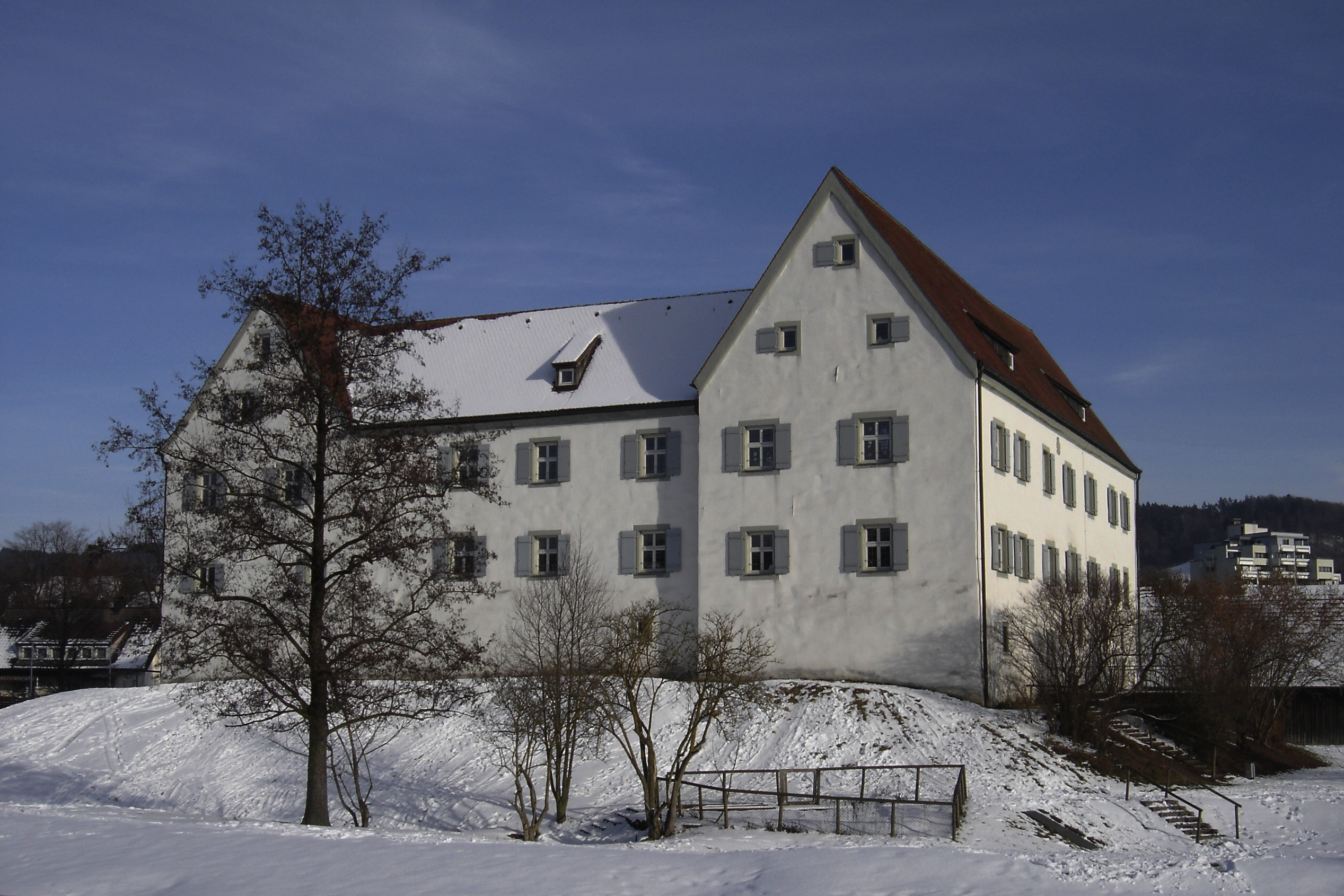
Schloss Wasseralfingen

### Mittelalter
Wasseralfingen wurde 1337 als „Wasserahelfingen“ erstmals erwähnt (eine frühere Nennung von „Ahelfingen“ ist nicht mit Sicherheit auf Wasseralfingen zu beziehen, wohl eher auf Oberalfingen). Der Ort entwickelte sich um ein Wasserschloss, das wohl 1337 von den Herren von Ahelfingen erbaut wurde und nach dem Umbau von 1593 dem Oberamtmann des ellwangischen Oberamtes Wasseralfingen als Sitz diente. Demzufolge gehörte der Ort früh zur Fürstpropstei Ellwangen, doch wurde er mehrmals zu Lehen vergeben.

### Reformationszeit
Wasseralfingen blieb nach der Reformation katholisch. Schon ab 1671 wurde durch die Fürstpropstei Ellwangen die Eisenverhüttung begründet. Doch blieb der Ort (1803 nur 350 Einwohner) zunächst noch sehr klein und war zum größten Teil bäuerlich geprägt.
Für die Fürstpropstei wurde Wasseralfingen mit der dortigen Entdeckung von Eisenerz ein wichtiger Wirtschaftsstandort. Eisenerzvorkommen gab es in einigen Gebieten der östlichen Schwäbischen Alb vor allem in Form von Bohnerz. Wie in anderen umliegenden Gemeinden, gab es in Wasseralfingen auch Eisenerzflöze im Braunenberg, deren Abbau bis zu Beginn des 20. Jahrhunderts ertragreich waren. Da es mit dem Kocher und den umliegenden Wäldern genügend Ressourcen für die Verhüttung vor Ort gab, wurde das fürstpröpstliche Hüttenwerk im Jahre 1671 in Betrieb genommen.

### Napoleonische Zeit
Durch den Reichsdeputationshauptschluss im Jahr 1802 kam Wasseralfingen zu Neuwürttemberg, bis im Jahr 1806 das Königreich Württemberg geschaffen wurde. Wasseralfingen war nun dem Oberamt Aalen zugeordnet.

### Industriezeitalter
Von der Modernisierung im Bergbau und der Eisenerzverhüttung zu Beginn des 19. Jahrhunderts konnte der Industriestandort Wasseralfingen sehr profitieren. Zahlreiche Entwicklungen und Innovationen in der Gießerei des Hüttenwerkes führten dazu, dass das Werk in Wasseralfingen das Hauptwerk für die Erzgießerei des neuen Königreiches wurde.

#### Frühindustrialisierung
Die nun selbständige Gemeinde Wasseralfingen hatte einen eigenen Schultheiß. Bereits ab 1811 wurde die Eisenverhüttung der königlich württembergischen Hüttenwerke weiter ausgebaut und der Ort wuchs stark an. 1828 erhielt Wasseralfingen das Marktrecht.

#### Vormärz und Revolutionsjahre
Wie in weiten Teilen des Deutschen Reiches gründete sich in Wasseralfingen ein Männerturnverein, der neben sportlichen auch politische Ziele verfolgte. Aus Teilen dieses Vereins entstand am 22. Juni 1848 ein Freikorps, das im September 1848 an einer Volksversammlung in Ellwangen teilnahm. Das Freikorps legte sich eine eigene Fahne zu, die auf der einen Seite die Farben Schwarz-Rot-Gold trug. In der Mitte der trug ein Adler in einem roten Rahmen auf der Brust das Wasseralfinger Ortswappen mit Aal und Hand. Auf der anderen Seite zog sich über die württembergischen Farben Schwarz-Rot die Schrift „Wasseralfingen 1848“.

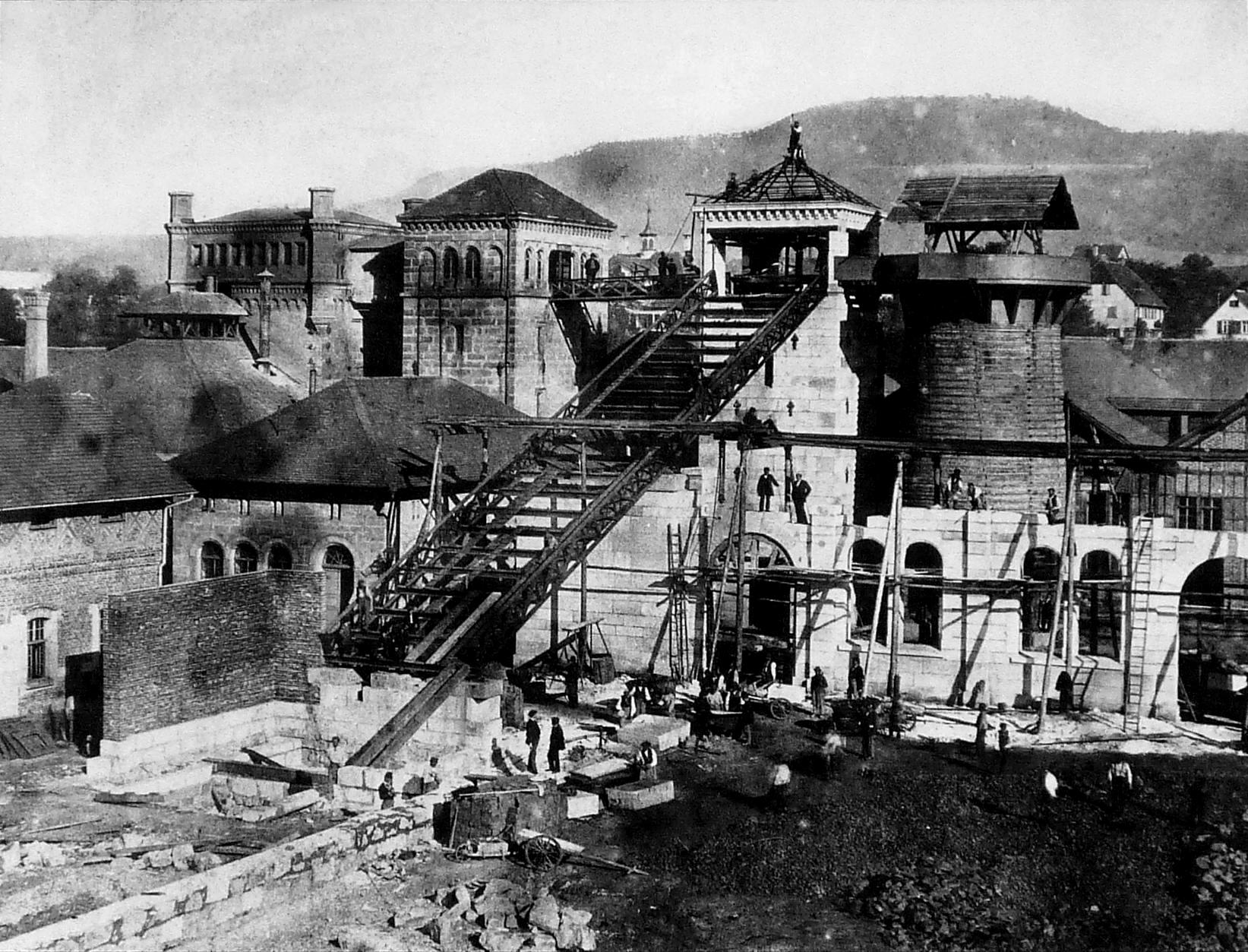
Die Hüttenwerke in Wasseralfingen im 19. Jahrhundert

#### Industrielle Revolution
Bis 1860 wurde das Hüttenwerk zu einem der größten und bedeutendsten in Europa und erhielt den Titel „Hauptgießerei des Landes“. Da das Erzgestein ins Tal transportiert werden musste, wurde 1876 die erste Zahnradbahn Deutschlands in Betrieb genommen.
Der große Zuzug an Fachkräften erforderte neue Wohnsiedlungen. Zuerst wurde in der Nähe des Hüttenwerks gebaut. Es entstanden die Wohngebiete Eisenschmelze, entlang der Wilhelm- und Karlstraße und später die Werksiedlung Westheim.
Beim Ablöschen der Schlacke bei der Verhüttung des Eisenerzes bildeten sich schwefelhaltigen Rückstände im Abwasser. Dieses schwefelhaltige Wasser zeigte heilende Wirkung. So entstanden ab 1823 in Wasseralfingen zwei Gasthäuser, die auch Schwefelbäder anboten und es entstand praktisch ein kleiner Kurbadbetrieb, der im Jahr 1860 mit der Schließung des letzten Bades endete. Beide Gasthäuser standen in der Nachbarschaft zum Hüttenwerk, an dessen östlicher Seite.
Die beiden Kirchengemeinden errichteten jeweils eine Schule für die Kinder der Gemeinde.
1861 wurde Wasseralfingen vorläufiger Endpunkt der von Stuttgart kommenden Remsbahn.
1911 wurden die Maschinenfabrik Alfing Kessler als weiteres großes Industrieunternehmen gegründet.

### Weimarer Republik
Nach dem Ersten Weltkrieg und dem Ende des Königreichs Württemberg wandelte sich deren Staatsunternehmen in Wasseralfingen 1921 in die Rechtsform einer gemischtwirtschaftlichen GmbH und nannte sich die Schwäbische Hüttenwerke (SHW). Mit 50 % blieb der neue Volksstaat Württemberg weiterhin beteiligt. Da die Gesteinsschichten mit hohem Erzanteil zum größten Teil schon abgebaut waren, schlossen die Bergstollen auf dem Braunenberg schon im Jahr 1924. Im Jahre 1922 wurde schon die Verhüttung der Eisenerze aufgrund fehlender Rentabilität beendet und die letzten Hochöfen geschlossen.
Die Wirtschaftskrise nach dem weltweiten Zusammenbruch der Börsen im Jahr 1929 traf auch die Gemeinde Wasseralfingen und der Wirtschaftsunternehmen schwer.

### Zeit des Nationalsozialismus

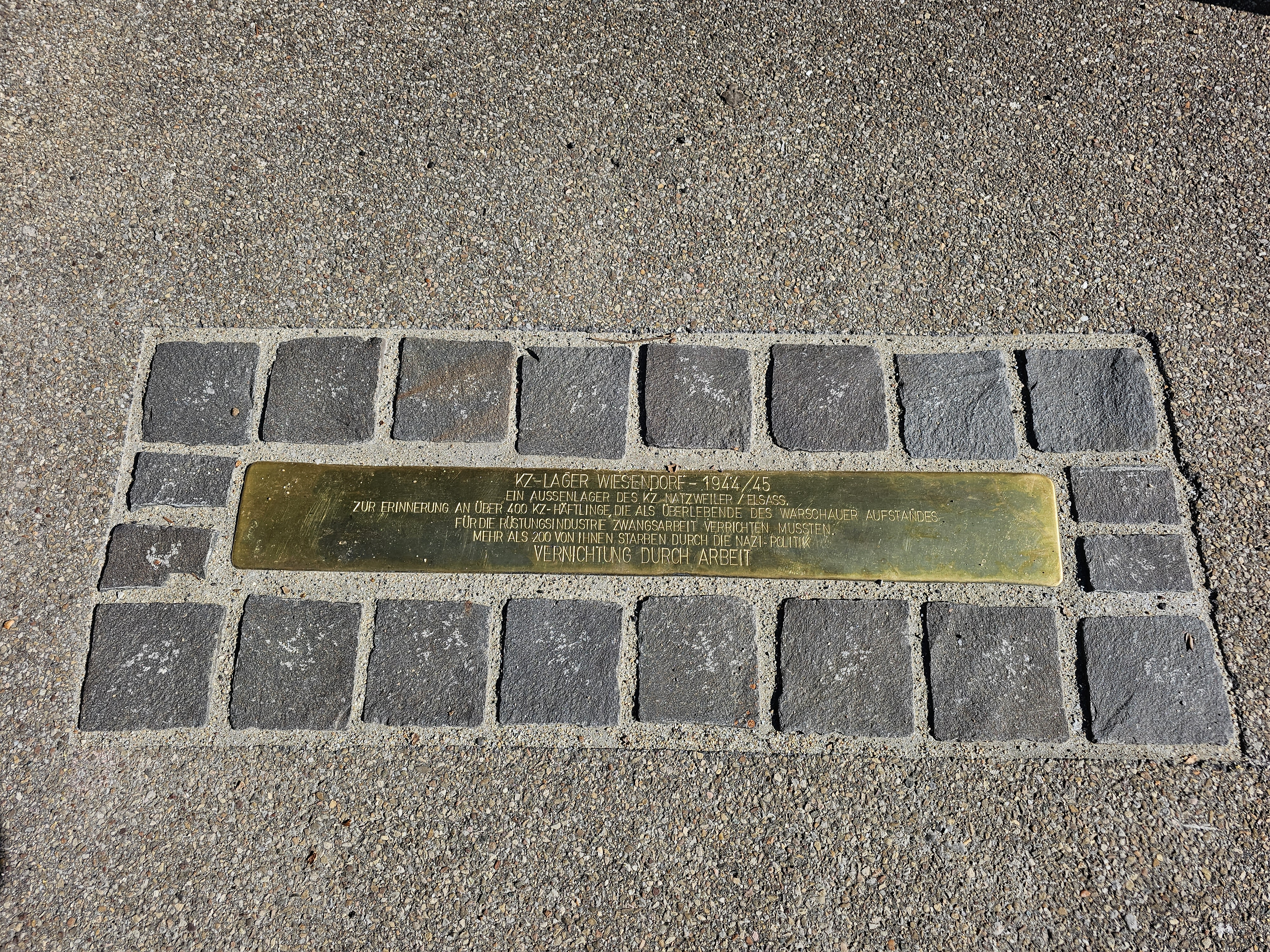
Stolperschwelle am ehemaligen KZ - Wiesendorf

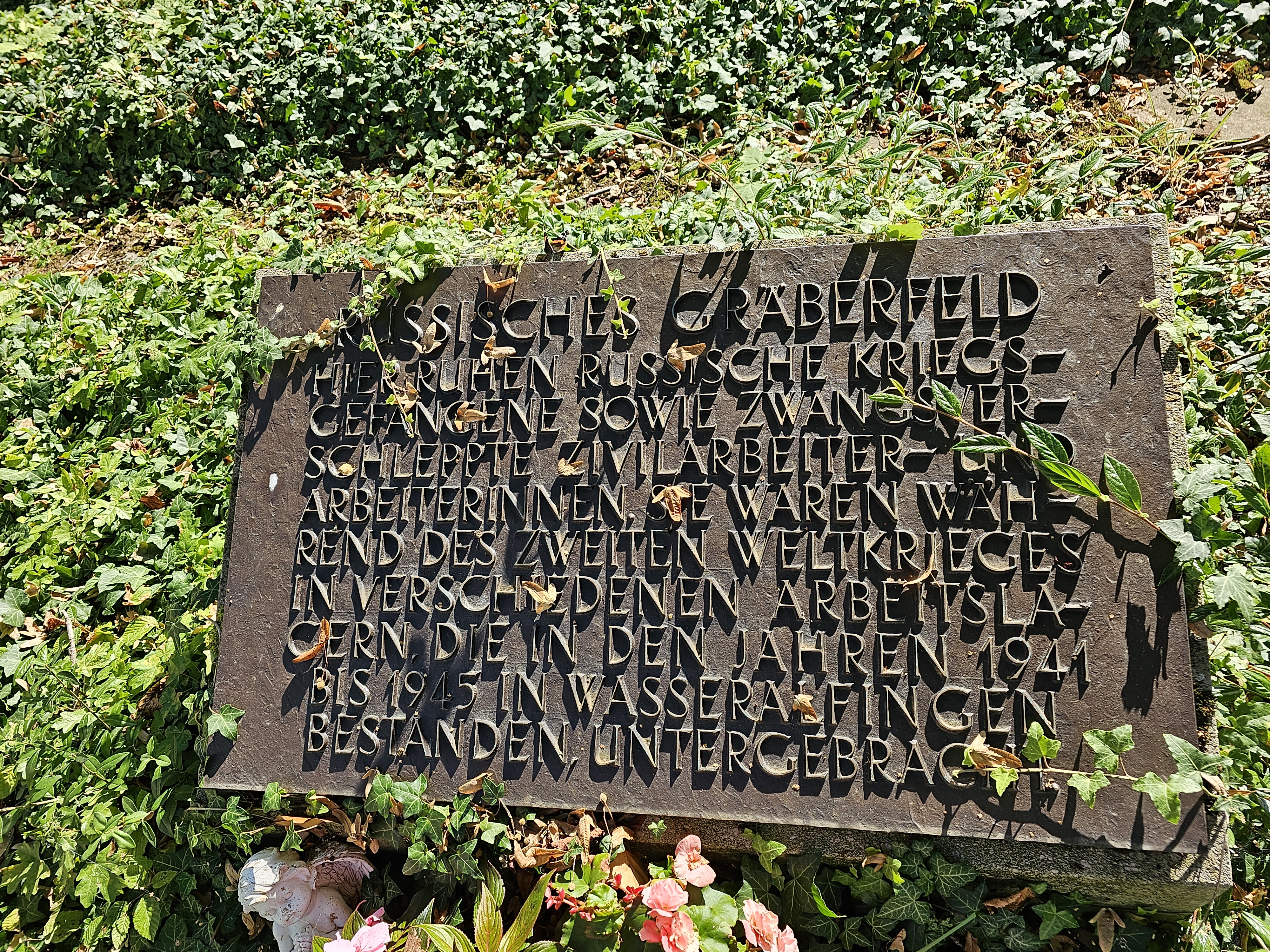
Gräberfeld der russischen (sowjetischen) Zwangsarbeiter in Wasseralfingen

Die hohe Arbeitslosigkeit zu Beginn der Zeit des Nationalsozialismus bekämpfte die neue Regierung mit Arbeitsbeschaffungsmaßnahmen. Durch den freiwilligen Arbeitsdienst, der bereits in der Weimarer Republik im Jahr 1931 geschaffen worden war, wurde der Kocher reguliert. Im Rahmen der Bestrebungen das Deutsche Reich autark zu machen, wurden in Wasseralfingen und Aalen wieder subventioniert Eisenerz gefördert, welches zur Verhüttung zur Gutehoffnungshütte in Oberhausen kam. Die Firma Alfing, die sich seit 1913 auf Kurbelwellen spezialisiert hatte, nahm mit der Aufrüstung der Luftwaffe einen starken Aufschwung, da Kurbelwellen als High-Tech-Teile der Flugmotoren benötigt wurden und es hierfür in Deutschland nur wenige Hersteller gab. Für die neuen Arbeitskräfte entstanden mehrere neue Siedlungen („Kochersiedlung“, „Alfingsiedlung“, „Steigäckersiedlung“).
Alfing erreichte 1944 einen Höchststand von ca. 4.200 Mitarbeiter in Wasseralfingen, während SHW in Wasseralfingen ca. 2.000 Menschen beschäftigte.
Da die ansässigen Industrieunternehmen wichtig für die Kriegsproduktion waren, lebten oder arbeiteten 1944 mehr als 3.000 Fremdarbeiter mit unterschiedlichem Status (u. a. Kriegsgefangene, italienische Militärinternierte, Westarbeiter, Ostarbeiter, Gastarbeiter aus verbündeten Staaten) in den Industrieunternehmen des Ortes. Kriegsgefangene und Ostarbeiter wurden in Barackenlagern untergebracht, während Westarbeiter und Gastarbeiter bevorzugt in Räumen von Gaststätten am Ort oder der Umgebung sowie bei Privaten wohnten.
Nachdem die US-Luftstreitkräfte im Februar 1944 zahlreiche Rüstungsfabriken, insbesondere für Flugzeuge, bombardiert hatten, befahl der sogenannte Jägerstab, ein Arbeitsstab von Reichsluftfahrtministerium und Rüstungsministerium, u. a. die Untertageverlagerung eines Teils der Kurbelwellenproduktion der Firma Alfing für den Flugmotor DB 603 in neu zu bauende Stollen neben dem Werk. Für die Bauarbeiten kamen unter Leitung der Organisation Todt auch KZ-Häftlinge zum Einsatz. Am 27. September 1944 wurde das KZ Wiesendorf, KZ-Außenlager des KZ Natzweiler/Elsass, mit 400 Polen aus dem Warschauer Aufstand eröffnet, die im Zeitraum 5. bis 9. September 1944 von den Deutschen gefangen genommen worden waren und über das KZ Dachau nach Wasseralfingen gelangten. Die Stollen wurden in wenig stabilen Schiefer gebaut, der nicht selbsttragend ist. Es kommt bis heute zu Stolleneinbrüchen, weshalb der gefährdete Bereich aus Kostengründen umzäunt und zur urbanen Wildnis erklärt wurde. Die verstorbenen Zwangsarbeiter aus Polen und der Sowjetunion wurden, in voneinander getrennten Gräberfeldern, auf dem Friedhof in Wasseralfingen bestattet.

### Nachkriegszeit
Wegen der noch vorhandenen Barackenlager und des guten Bahnanschlusses wurde Wasseralfingen direkt nach dem Krieg zum zentralen Ankunfts- und Durchgangsort für die Heimatvertriebenen aus den ehemaligen Ostgebieten, die im Altkreis Aalen angesiedelt wurden. Vor allem in den Jahren 1945 und 1946 trafen viele Flüchtlinge aus Ostpreußen und Schlesien und anschließend aus Böhmen, Mähren und Ungarn ein und wurden im Landkreis verteilt. Die vorhandenen Lager wurden genutzt um die Menschen bis zu ihrer Weiterfahrt kurzfristig versorgen zu können.
1951 wurde Wasseralfingen zur Stadt erhoben. Hofen, welches bereits 1802 bis 1845 Teil von Wasseralfingen war, wurde am 1. April 1972 nach Wasseralfingen eingemeindet.
Im Rahmen der Gebietsreform in Baden-Württemberg wurde Wasseralfingen am 21. Juni 1975 mit Aalen zur Stadt „Aalen-Wasseralfingen“ vereinigt, welche am 1. Juli 1975 den heutigen Namen „Aalen“ erhielt.

## Religion
In Wasseralfingen gehörten 2015 46 Prozent der Bevölkerung dem römisch-katholischen und 20 Prozent dem evangelischen Glauben an.

### Katholische Kirche
Der Stadtbezirk Wasseralfingen umfasst die katholischen Seelsorgeeinheiten St. Stephanus in Wasseralfingen und St. Georg in Hofen.

### Evangelische Kirche
Die Geschichte der evangelischen Kirche in Wasseralfingen wurde vom starken Wachstum der Schwäbischen Hüttenwerke im 19. Jahrhundert beeinflusst. Viele der damals aus anderen Gegenden des Deutschen Reichs zugezogenen Fachkräfte waren evangelischer Konfession.
1891 genehmigte König Karl von Württemberg als Oberhaupt der Landeskirche eine ständige evangelische Pfarrei in Wasseralfingen. Sein Nachfolger Wilhelm II konnte 1894 die neu gebaute Kirche einweihen.
Die Kirchengemeinde gehört seit 1997 zu den ersten Kirchen in der Landeskirche, welche die Vesperkirche ausrichtet.
Im Jahr 2003 wurden die Kirchengemeinden Wasseralfingen und Hüttlingen zusammengelegt.

## Kultur und Sehenswürdigkeiten

### Museen
- Das Museum Wasseralfingen enthält neben einem Heimatmuseum auch eine Kunstgalerie mit Werken von Hermann Plock, Helmut Schuster, Sieger Köder und anderen.
- In der Ofenplattensammlung der Schwäbischen Hüttenwerke (SHW) werden Künstler und Modelleure der SHW vorgestellt und der Produktionsablauf einer Gussplatte vom Entwurf bis zum fertigen Produkt gezeigt.

### Tiefer Stollen – Besucherbergwerk und Heilstollen

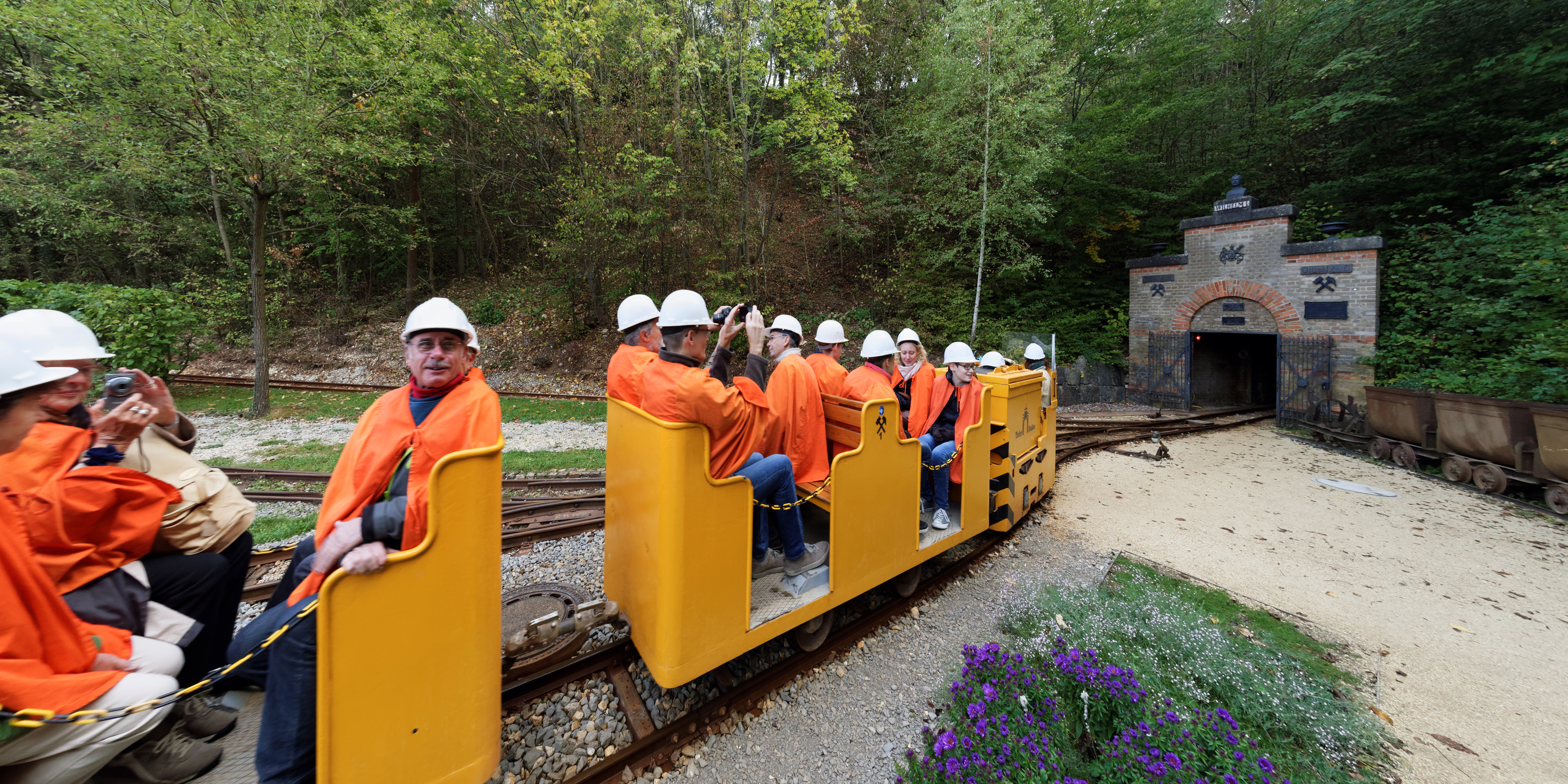

Der ehemalige Bergwerkschacht Tiefer Stollen wurde Mitte der 1980er als Besucherbergwerk eingerichtet. Seit 1989 wird ein von den Krankenkassen anerkannter Heilstollen, der zur Behandlung von bestimmten Atemwegserkrankungen und Allergien gut ist, im Bergwerk betrieben. Der Tiefe Stollen ist die erste Station des 5,6 km langen Wasseralfinger Bergbaupfads.

### Sieger-Köder-Weg
Als gebürtiger Wasseralfinger hat Sieger Köder auch in seiner Heimatstadt viele hauptsächlich sakrale Kunstwerke hinterlassen. Man kann die verschiedenen Werke auf dem Sieger-Köder-Weg anschauen.

### Bauwerke

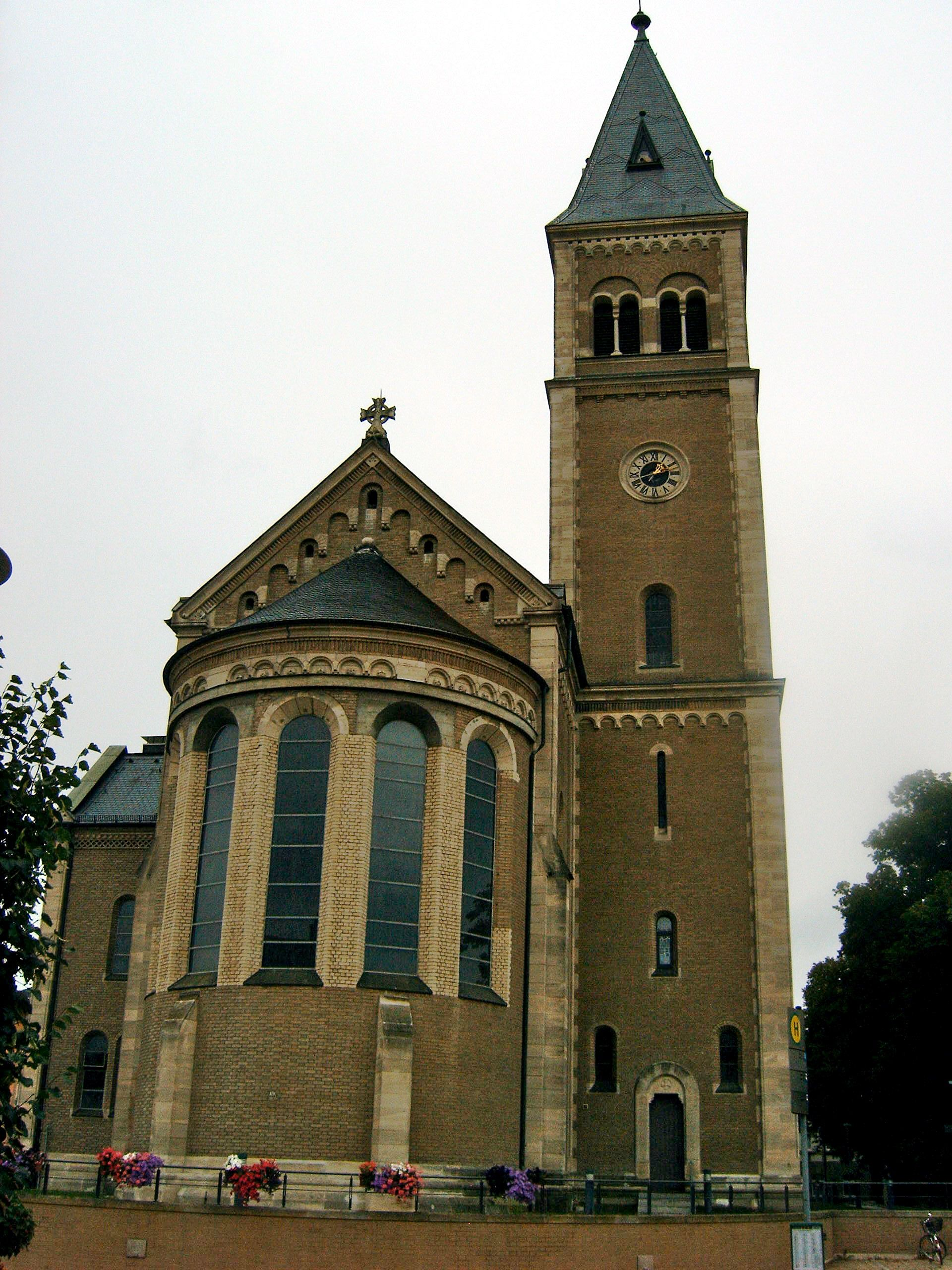
Kirche St. Stephanus, Wasseralfingen

In Wasseralfingen wurde vermutlich 1353 die St.-Stephanus-Kapelle errichtet und eine Kaplanei eingerichtet. 1530 wurde der Chor neu gebaut und das Langschiff erweitert. Die Kapelle beherbergt einen von Martin Schaffner gemalten Flügelaltar, sowie einen Altar aus der Wasseralfinger Bernhardskapelle, die 1928 nach Hochwasserschäden abgerissen wurde. Die St.-Stephanus-Kapelle wurde 1834 zur Pfarrkirche erhoben und ist heute als Altes Kirchle bekannt.
1881–1883 wurde die St.-Stephanus-Kirche in neuromanischem Stil gebaut, das heutige Wahrzeichen der katholischen Kirchengemeinde.
1893–1894 wurde die evangelische Kirche gebaut und unter Anwesenheit des württembergischen Königs Wilhelm II eingeweiht. Zur 100-Jahr-Feier der Kirchengemeinde im Jahr 1991 erhielt die Kirche den Namen Magdalenenkirche.

## Politik

### Ortschaftsrat
Der Ortschaftsrat des Stadtbezirks Wasseralfingen hat 18 Mitglieder mit einer Amtszeit von fünf Jahren. Die letzte Wahl fand bei den baden-württembergischen Kommunalwahlen am 9. Juni 2024 statt. Diese ergab folgende Zusammensetzung (die Veränderungen der Fraktionsstärke beziehen sich auf die vorletzte Wahl im Jahr 2019):
| Fraktion              | Anzahl Sitze | Veränderung |
| --------------------- | ------------ | ----------- |
| CDU                   | 6 Sitze      | ±0          |
| SPD                   | 5 Sitze      | ±0          |
| FW Wasseralfingen     | 4 Sitze      | +1          |
| Bündnis 90/Die Grünen | 3 Sitze      | −1          |

### Ortsvorsteher
- 07/2009 - 09/2024 Andrea Hatam
- Seit 10/2024            Josef A. Fuchs

Ortsvorsteherin des Stadtbezirks Wasseralfingen war von Juli 2009 bis September 2024 Andrea Hatam von der SPD. 
Nachfolger als Ortsvorsteher ist Josef A. Fuchs von der CDU.

## Wirtschaft und Infrastruktur

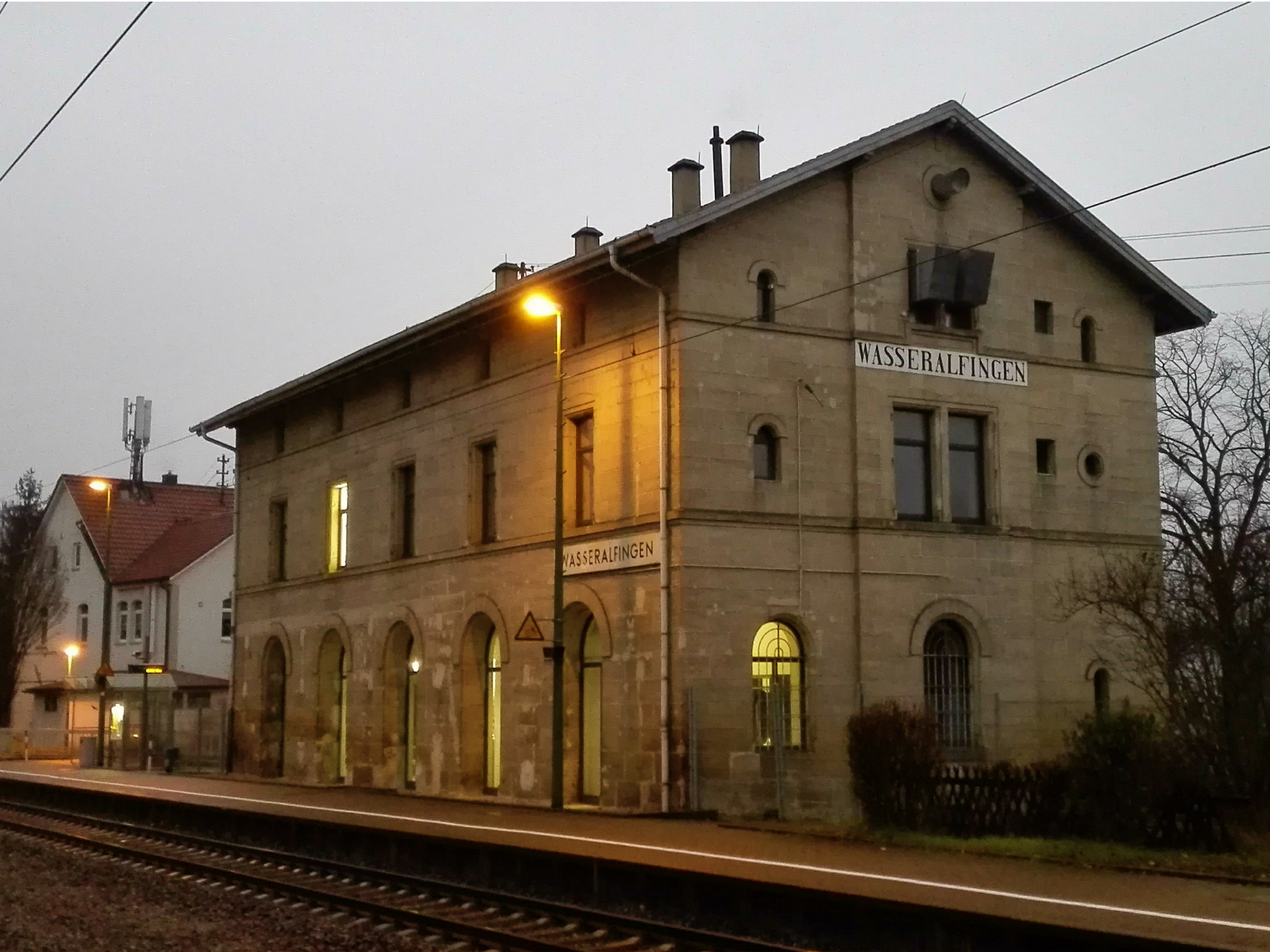
Ehemaliges Empfangsgebäude des Bahnhofs Wasseralfingen

### Verkehr
Wasseralfingen ist zweigleisig an das Bahnnetz angebunden und besitzt einen Haltepunkt der Bahnstrecke Stuttgart-Bad Cannstatt–Nördlingen. Verbindungen nach Crailsheim, Ulm und bis Stuttgart (über Aalen) sind möglich. Das denkmalgeschützte ehemalige Bahnhofsgebäude wird seit 2012 anderweitig genutzt.
Wasseralfingen wird nahe dem Ortsteil Affalterried von der Bundesstraße B 29 durchtrennt und ist mit dieser durch mehrere nahegelegene Anschlussstellen verbunden.

### Bildung
Nach Einführung der Schulpflicht im Königreich Württemberg entstanden in Wasseralfingen Volksschulen, die getrennt nach Konfessionen geführt wurden. Die Gebäude der früheren katholischen Volksschule stehen heute immer noch. In der früheren Uhlandschule ist heute das Bürgerhaus als Kulturzentrum des Stadtbezirkes mit einem Ableger der städtischen Bücherei, einem Museum und Veranstaltungsräumen untergebracht. In der damaligen Schillerschule, die 1911 erbaut wurde, ist heute die Weitbrechtschule untergebracht.
Die evangelische Karlschule stand hinter der evangelischen Kirche.
In der Zeit des Nationalsozialismus wurden alle Schulen gleichgeschaltet und es entstand eine Deutsche Volksschule.
Folgende Schulen gibt es aktuell: Kopernikus-Gymnasium, Karl-Kessler-Schule (Schulverbund), die Grundschule Braunenbergschule, die Förderschule Weitbrechtschule und die Sprachheilschule Schloss-Schule.

### Ansässige Unternehmen
Die 1671 in Wasseralfingen gegründete Schwäbische Hüttenwerke GmbH bestimmte maßgeblich die Entwicklung Wasseralfingens.
Im Jahr 1911 gründete Karl Kessler die Maschinenfabrik Alfing Kessler GmbH, die Wasseralfingen ein weiteres starkes Wachstum bescherte.
Die seit 1864 bestehende Löwenbrauerei Wasseralfingen ist die letzte von einst mehreren noch existenten Brauereien in Wasseralfingen.

## Persönlichkeiten

### In Wasseralfingen geboren
- Johann Christoph von Westerstetten (1563–1637), Fürstbischof von Eichstätt
- Franz Konrad Allgeyer (1731–?), Orgelbauer
- Joseph Narzissus Allgeyer (1734–1802), Orgelbauer
- Joseph Nikolaus Allgeyer (1775–1843), Orgelbauer
- Benedikt Allgeyer (1815–1849), Orgelbauer
- Karl Kopp (1825–1897), Bildhauer und Hochschullehrer
- Paul Stotz (1850–1899), Kunsterzgießer
- Friedrich Laun (Geistlicher) (1860–1931), deutscher Geistlicher, Domkapitular von Rottenburg
- Gustav Müller (1866–1929), Beamter und Staatssekretär
- Alfred Knapp (1870–1929), Ingenieur und Geschäftsführer
- Philipp Funk (1884–1937), Historiker und Publizist
- Kurt Jooss (1901–1979), Tänzer, Choreograf und Tanzpädagoge
- Emma-Maria Lange (1921–2016), deutsche Bildhauerin und Puppenmacherin
- Sieger Köder (1925–2015), katholischer Priester und Künstler
- Helmut Schuster (1939–2010), Künstler, Professor für Malerei
- Walter Adams (1945–2023), Leichtathlet
- Martin Gerlach (* 1965), Oberbürgermeister von Aalen
- Markus Grill (* 1968), Journalist

### Mit Wasseralfingen verbunden
- Joseph Allgeyer (um 1700–1781), Gründer der Wasseralfinger Orgelbauwerkstatt Allgeyer
- Wilhelm von Faber du Faur (1786–1855), Leiter des Königlichen Hüttenwerkes, Erfinder
- Conrad Weitbrecht (1796–1836), Bildhauer, Kunstprofessoer
- Christian Plock (1809–1882), Zeichner, Modellierer und Ornamentiker
- Hermann Plock (1858–1920), Maler
- Karl Kessler (1880–1947), Unternehmer
- Max Freiherr von Lütgendorff-Leinburg (1889–1958), österreichisch-deutscher Verwaltungsjurist, Bediensteter bei Alfing, später Landrat von Aalen
- Auguste Kessler (1890–1960), Unternehmerin
- Martin Haas (1962–2018), Moderator
- Andreas Beck (* 1987), Fußballspieler